# JR西日本硬式野球部
JR西日本硬式野球部（ジェイアールにしにほんこうしきやきゅうぶ）は、広島県広島市に本拠地を置き、日本野球連盟に所属する社会人野球チームである。6つあるJR本社チームのうち、唯一本社所在地と本拠地が同一都道府県にないチームである（JR東日本東北は、JR東日本の営業エリアが広く、東北地方で活動していた鉄道管理局チームが多かったことから、他地区と分離の上本社支援としたもの）。

## 概要
1935年に創部した「広島鉄道局」が前身。当時は全国各地に強豪鉄道局チームが存在し、全国大会への出場は果たせなかった。1950年の組織改正で「広島鉄道管理局」に改称。さらに国鉄民営化で「JR西日本」に改称した。1999年に全国大会初出場、2004年の日本選手権1回戦で七十七銀行を相手に2大大会初のタイブレークが適用される激戦を制し、全国大会初勝利を挙げた。
2005年4月25日に発生したJR福知山線脱線事故を受ける形で活動自粛、同年7月8日に活動休止の届出を行った。休部後、主力選手は活動の場を求めて他チームに移籍している。
以後長らく活動を休止していたが、2013年度に活動再開を目指す方針が報じられ、2013年1月に広島県野球連盟に活動再開届を提出した。その年の都市対抗野球大会予選には出場しなかったが、秋の日本選手権大会予選に出場し、計3勝を挙げた。そして翌2014年、第85回都市対抗野球大会の中国地区予選では伯和ビクトリーズとの第2代表決定戦に勝利し、創部80年目にして本大会初出場を決めた。さらに同年の日本選手権大会にも9大会ぶりに出場したが、両大会とも初戦敗退となった。
2015年のドラフト会議では、高野圭佑（ロッテ7位）・杉本裕太郎（オリックス10位）の二人が所属選手として18年ぶりに指名された。
選手は全員が中国統括本部（経営企画部など）および広島支社管内の現業機関（広島駅・横川駅・広島車掌区など）に勤務しながら練習を行っている。練習拠点はかつてNTT中国の練習場として使用されていた「JR西日本広島総合グラウンド」（広島市安佐北区安佐町）。
2016年からは広島東洋カープで内野手・外野手・コーチ・二軍監督を歴任した山崎隆造（中国放送野球解説者）が臨時コーチを務めている。

## エピソード
- 1936年夏、日本初のプロ野球公式戦である名古屋大会を終えた大阪タイガースと東京巨人軍が九州と広島を遠征。前座試合としてこの両チームが連合軍を作り「広島鉄道局」と対戦、「広島鉄道局」が5対4と勝った。

## 設立・沿革
- 1935年　「広島鉄道局」として創部
- 1950年　国鉄の組織改正で「広島鉄道管理局」に改称
- 1987年　国鉄民営化に伴い、「JR西日本」に改称
- 1999年　日本選手権初出場（初戦敗退）
- 2005年　活動休止
- 2013年　活動再開
- 2014年　都市対抗初出場（初戦（2回戦）敗退）

## 主要大会の出場歴・最高成績
- 都市対抗野球大会　出場7回 最高成績ベスト8
- 日本選手権大会　出場9回
- JABA四国大会- 優勝1回（2024年）

## 主な出身プロ野球選手

### 広島鉄道局
- 平山菊二外野手（1937年巨人入団→大洋）
- 松本操投手（1937年イーグルス入団;戦時中の応召のため退団、1942年大和軍(イーグルスから名称変更)再入団）
- 山根実外野手（1939年阪神入団；退団後に広島鉄道局に所属、1950年国鉄入団）
- 樋笠一夫外野手（1950年広島入団→巨人）

### JR西日本
- 平松一宏投手（1997年巨人ドラフト8位→中日）
- 中東直己捕手・外野手（2006年広島大学生・社会人ドラフト5巡；ホンダ鈴鹿移籍後の指名）
- 高野圭佑投手（2015年ロッテドラフト7位→阪神）
- 杉本裕太郎外野手（2015年オリックスドラフト10位）
- 佐藤直樹外野手（2019年ソフトバンクドラフト1位）
- 石黒佑弥投手　（2023年阪神ドラフト5位）

### 国鉄・西日本地区各鉄道管理局野球部出身プロ野球選手

#### 大阪鉄道管理局
- 西倉実捕手、外野手（松竹ロビンス退団後に入部。1954年高橋ユニオンズ入団）
- 国頭光仁投手（1954年阪急ブレーブス入団）
- 吹田俊明投手（近鉄バファロー退団後に入部。1962年国鉄スワローズ入団）
- 西村秀一内野手（1967年サンケイアトムズ入団）

#### 国鉄鷹取工機部
- 松本忠繁投手（1948年南海ホークス入団）

#### 天王寺鉄道管理局
- 東郷幸捕手（大阪タイガース退団後に入部。1960年国鉄スワローズ入団）

#### 岡山鉄道管理局
- 瀬野浄内野手（1955年国鉄スワローズ入団）
- 石井登内野手（1958年大洋ホエールズ入団）

#### 米子鉄道管理局
- 北井正雄投手（旧制関西大学を経て、1936年阪急軍入団）
- 木下勇投手（阪神軍退団後に入部。1944年南海軍入団。後に大阪鉄道管理局に入部し、1948年大陽ロビンス入団）
- 井上親一郎捕手（大阪鉄道管理局でもプレー。1950年国鉄スワローズ入団）
- 成田啓二投手（1950年国鉄スワローズ入団）
- 拝藤聖雄投手（1952年近鉄パールス入団）
- 種部儀康投手（1962年読売ジャイアンツ入団）

## 元プロ野球選手の競技者登録
柳川事件によるプロアマ断絶以前
- 木下勇投手（元阪神軍、南海軍、大陽ロビンス、西鉄ライオンズ） - 阪神軍退団後に大阪鉄道局米子に入部。後にプロ野球復帰も再び大阪鉄道管理局に入部し、後に再度プロ野球に復帰。
- 和中道男捕手（元阪急ブレーブス） - 阪急ブレーブス退団後に大阪鉄道管理局に入部。
- 西倉実捕手、外野手（元松竹ロビンス、高橋ユニオンズ） - 松竹ロビンス退団後に大阪鉄道管理局に入部。後にプロ野球復帰。
- 大根晃投手（元大阪タイガース） - 大阪タイガース退団後に天王寺鉄道管理局に入部。後に退部し、鐘化カネロンでもプレー。
- 東郷幸捕手（元大阪タイガース、国鉄スワローズ） - 大阪タイガース退団後に天王寺鉄道管理局に入部。後にプロ野球復帰。
- 吹田俊明投手（元近鉄パールス、国鉄スワローズ） - 近鉄パールス退団後に大阪鉄道管理局に入部。後にプロ野球復帰。
- 大橋一郎内野手、外野手（元国鉄スワローズ） - 国鉄スワローズ退団後に天王寺鉄道管理局に入部。
- 北畑利雄投手（元国鉄スワローズ） - 国鉄スワローズ退団後に天王寺鉄道管理局に入部。

プロ選手の受け入れ再開後
- 植大輔投手（元中日ドラゴンズ）- 退部して社業に専念。
- 平松一宏コーチ（元読売ジャイアンツ、中日ドラゴンズ）- 引退後、ゼネラルマネージャー補佐を経て退部・退社し、広島経済大学野球部コーチ。
- 近田怜王投手（元福岡ソフトバンクホークス）- 退部[4]。引退後社業に専念し、2015年より三ノ宮駅駅員や明石車掌区車掌として勤務。その傍ら2017年からボランティア扱いで京都大学硬式野球部のコーチも務めたが、2020年9月1日から、JR西日本に籍を残したまま京都大学の出向職員となり、同時に助監督となった。2021年11月18日から、総監督となった青木孝守の後を受けて監督に就任した。
- 加賀美希昇投手（元横浜DeNAベイスターズ） - 入部初年度の第42回社会人野球日本選手権大会でノーヒットノーランを達成。2023年限りで退部。
- 藤澤拓斗内野手（元中日ドラゴンズ） - 2016年に入部。2021年限りで退部し引退。

## かつて所属していた選手・関係者

### 大阪鉄道局吹田
- 藤本定義投手（大阪鉄道局吹田、東京鉄道局の監督を経て、東京巨人軍の初代監督。後に複数のプロ球団の指導者やサンテレビの野球解説者を務める）

### 広島鉄道管理局
- 柿田登投手

### JR西日本
- 中須賀諭投手（JT休部に伴い、JR西日本に転部。その後のJR西日本の休部に伴い、JR東海に転部）
- 片山純一投手（JR西日本の休部に伴い、JR東日本に転部）
- 山本大貴内野手（当時、高校通算本塁打歴代最多記録保持者）
- 後藤寿彦アドバイザー（同じ広島県内の三菱重工三原でプレー。慶應義塾大学などで指導。2014年にはJR西日本を第85回都市対抗野球大会初出場に導く。その後は同社の総監督を務めていたが2022年4月から朝日大学硬式野球部総監督就任し、同社野球部としてはアドバイザーに役職変更されている。その後の同社野球部のホームページには後藤の名前は未掲載である）